# 환경 마크
환경 마크 또는 환경 라벨(Eco label)은 친환경적으로 평가되는 제품에 표시함으로써 공인하는 마크이다.

## 탄소 마크
탄소 마크는 제품을 생산하는 데서부터 폐기하기까지 과정에서 배출되는 온실가스의 양을 표시하는 마크이다. 영국, 스웨덴, 스위스, 프랑스, 미국, 일본, 대한민국, 태국, 대만, 호주가 이를 실시하고 있다.

## 에너지 절약 마크

미국의 에너지 절약 마크인 에너지 스타

에너지 절약 마크는 소비자에게 에너지 절약형 제품을 장려하기 위한 마크이다.

## 재활용 제품 마크
재활용 제품 마크는 재활용된 자원을 바탕으로 만든 제품을 인증하는 마크이다.

## 친환경 농·수산물 마크
친환경 농·수산물 마크는 농·수산물의 생산 과정에서 환경 보전과 안전성을 평가하여 인증하거나 생산 이력 정보를 제공하기 위한 마크이다.

## 같이 보기
- 국제삼림관리협의회
- 그린 마케팅
- 국제 표준화 기구
- 표준화